# Eria pseudoclavicaulis
Eria pseudoclavicaulis là một loài thực vật có hoa trong họ Lan. Loài này được Blatt. mô tả khoa học đầu tiên năm 1928.